# Olympische Winterspiele 1976/Teilnehmer (Ungarn)
| Gelbes Symbol für Goldmedaillen mit stilisierten Olympischen Ringen | Graues Symbol für Silbermedaillen mit stilisierten Olympischen Ringen | Braundes Symbol für Bronzemedaillen mit stilisierten Olympischen Ringen |
| ------------------------------------------------------------------- | --------------------------------------------------------------------- | ----------------------------------------------------------------------- |
| —                                                                   | —                                                                     | —                                                                       |

Ungarn nahm an den Olympischen Winterspielen 1976 in Innsbruck mit einer Delegation von 3 (2 Männer, 1 Frauen) Athleten teil. Der Eiskunstläufer László Vajda wurde als Fahnenträger für die Eröffnungsfeier ausgewählt.

## Teilnehmer nach Sportarten

### Eiskunstlauf
| Herren: - László Vajda DNF | Eistanz: - Krisztina Regőczy/András Sallay 5. Platz |